# Ippon

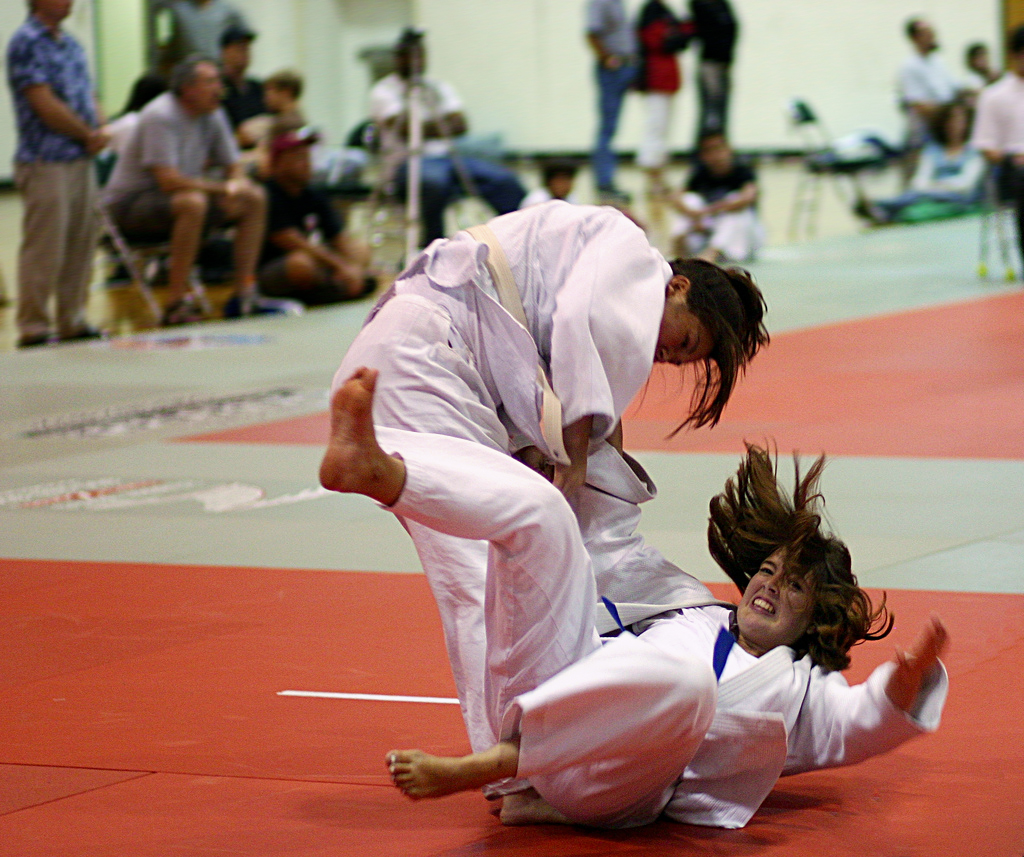
Una clau d'ippon en un campionat de judo.

L'Ippon (一 本) és un terme japonès utilitzat en arts marcials d'aquest país com: judo, karate i altres.
És una expressió, emprada en campionats, (equivalent a un punt, amb matisos d'estils; bé en karate xiobu ippon, o sambon ippon, o judo) es concedeix quan el cop o la tècnica és aplicat/da de forma correcta, o com a resultat de projectar l'oponent de manera que al caure doni amb l'esquena per complet al tatami. Si és a un sol punt, amb «ippon» la lluita es tanca, i així pot definir la lluita en només un cop, però no si es decideix a tres ippon (sambon). Aquest també pot ser concedit en cas d'immobilitzacions (osae-waza) dins del temps reglamentat (generalment 25 segons), o quan l'adversari es rendeix en aplicar-li una clau o estrangulament (shim-waza). Una altra manera d'obtenir un punt complet és amb la desqualificació de l'oponent hansoku-make. En el judo es pot marcar un ippon amb la suma de dos waza-ari, és a dir de dues tècniques no decisives.